# Партизанский отряд имени Николы Парапунова
Партизанский отряд имени Николы Парапунова (болг. Партизански отряд „Никола Парапунов“) — подразделение Народно-освободительной повстанческой армии Болгарии, находившееся в ведении 4-й Горно-Джумайской повстанческой оперативной зоны. Отряд действовал в районе между Разлогом и Западными Родопами.

## История
В июле 1941 года в районе Разлога образовалась Разложская партизанская рота, в состав которой вошли Никола Парапунов, Костадин Катранджиев, Крум Радонов и Никола Рачев. Командиром роты стал Парапунов. Рота была вооружена оружием, которое сумела забрать себе в качестве трофеев с линии Метаксаса — оборонительной линии греческой армии, пройденной немцами. В 1942 году в окрестностях села Белица была образована Белицкая рота имени Якима Цокова. В мае 1943 года там же она вела тяжёлый бой против отряда болгарской полиции.
В августе 1943 года на Хайдукской поляне под Белицей из Разложской и Белицкой рот был сформирован Разложский партизанский отряд. Командиром отряда был назначен Крум Радонов, комиссаром — Георгий Мадолев. Отряд участвовал в боях за Башлиицу, взял под контроль четыре лесных хозяйства в районе Разлога и Белицы. В феврале 1944 года вёл бой за Елешницу.
В мае 1944 года погиб командир отряда Никола Парапунов. Сам отряд к тому моменту насчитывал три батальона, действовавшие в районах южной Рилы, местности Предела и города Банско. С апреля по сентябрь 1944 года отряд провёл акции в местечках Елешница, Горно-Драглиште и Долно-Драглиште.
В начале августа 1944 года отряд имени Парапунова присоединился к Рило-Пиринскому партизанскому отряду, с которым участвовал 24 августа в операции партизан в Рильской долине.
9 сентября 1944 года отряд принял участие в установлении власти Отечественного фронта в городах Разлог и Банско и близлежащих сёлах.

## Известные бойцы
- Крум Радонов[болг.] — командир
- Иван Тричков[болг.] — командир Белицкой роты имени Якима Цокова
- Георгий Мадолев[болг.] — комиссар
- Иван Козарев[болг.] — командир роты
- Никола Парапунов[болг.] — первый командир
- Крыстё Стойчев[болг.] — комиссар
- Иван Апостолов[болг.]
- Никола Банков[болг.]
- Георгий Боков
- Асен Лагадинов[болг.]
- Костадин Лагадинов[болг.]
- Крыстю Тричков[болг.]
- Георгий Топалов[болг.]